# Thủy ngân(II) iodide
Thủy ngân(II) iodide là một hợp chất hóa học với công thức phân tử HgI2. Nó thường được sản xuất bằng tổng hợp hóa học nhưng cũng có thể được tìm thấy trong tự nhiên ở dạng khoáng chất coccinit, tuy nhiên rất hiếm. Không giống như thủy ngân(II) chloride, nó khó tan trong nước (< 100 ppm).

## Điều chế
Thủy ngân(II) iodide được sản xuất bằng cách thêm dung dịch nước kali iodide vào dung dịch nước thủy ngân(II) chloride và khuấy đều; thu được chất kết tủa sau đó đem đi lọc, rửa và sấy khô ở 70 ℃.
HgCl2 + 2KI → HgI2 + 2KCl

## Tính chất
Thủy ngân(II) iodide là chất thay đổi màu sắc theo nhiệt độ, khi nung nóng trên 126 °C (259 °F; 399 K) nó trải qua quá trình chuyển pha, từ dạng tinh thể alpha màu đỏ thành dạng beta màu vàng nhạt. Khi mẫu vật nguội đi, nó dần dần quay trở lại màu sắc ban đầu của nó. Phản ứng này thường được dùng để thể hiện sự thay đổi nhiệt độ. Một hình thể thứ ba khác có màu cam cũng được biết đến; nó có thể được hình thành bằng quá trình tái kết tinh và cũng là dạng bán bền, sau cùng nó vẫn biến đổi lại thành dạng alpha đỏ. Các hình thể khác nhau có thể tồn tại trong cùng một phạm vi cấu trúc tinh thể đa dạng và kết quả là thủy ngân(II) iodide có sơ đồ pha phức tạp đáng ngạc nhiên.

## Ứng dụng
- Thủy ngân(II) iodide được sử dụng để chuẩn bị thuốc thử K2HgI4, vốn được sử dụng để phát hiện sự có mặt của amonia.
- Thủy ngân(II) iodide là một chất bán dẫn, được sử dụng trong một số thiết bị phát hiện tia X và tia gamma hoạt động ở nhiệt độ phòng[4].
- Trong thú y, iod nhũ tương thủy ngân(II) iodide được sử dụng trong thuốc mỡ bôi bỏng rộp trong bệnh lồi xương, phồng túi hoạt dịch,…
- Nó có thể xuất hiện ở dạng kết tủa trong nhiều phản ứng.

## Hợp chất khác
HgI2 còn tạo một số hợp chất với NH3, như HgI2·NH3 là bột/tinh thể trắng hoặc vàng nhạt hay HgI2·2NH3 là tinh thể hình kim màu trắng hoặc không màu.
HgI2 còn tạo một số hợp chất với N2H4, như HgI2·N2H4 là tinh thể hình kim màu vàng.
HgI2 còn tạo một số hợp chất với CS(NH2)2, như HgI2·CS(NH2)2 là tinh thể vàng nhạt hay HgI2·2CS(NH2)2 là chất rắn màu trắng.